# Schutterij

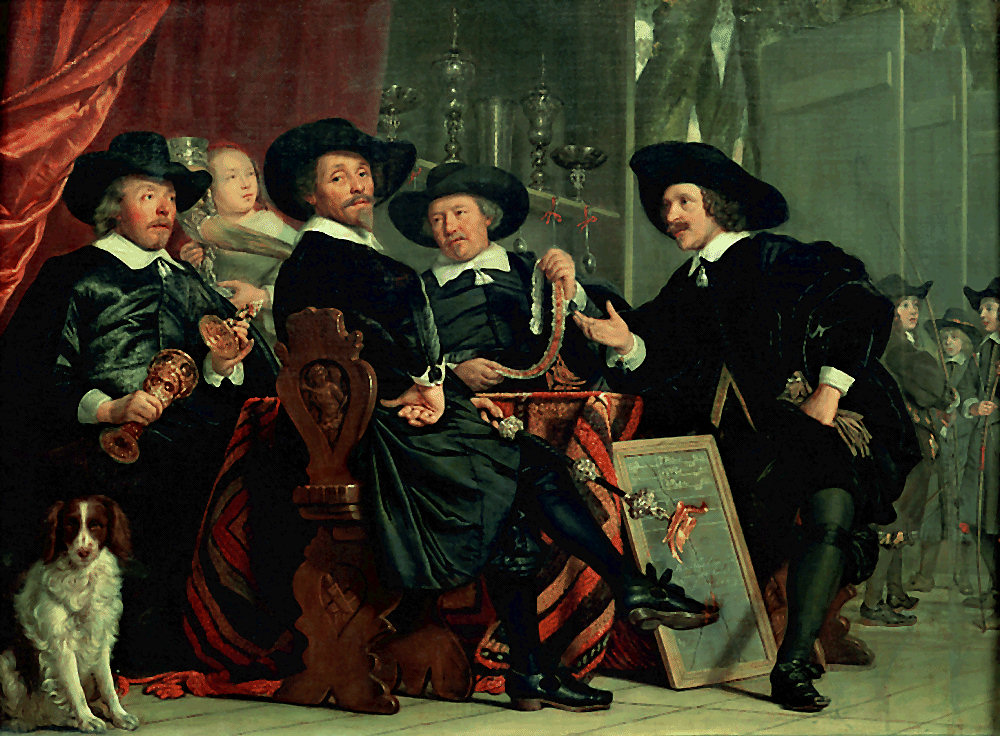
Les chefs de la confrérie des arbalétriers de saint Sébastien, appartenant à la Garde civique d’Amsterdam, par Bartholomeus van der Helst (1653).

Une schutterij (pluriel : schutterijen) ou schuttersgilde est une garde municipale volontaire, ou  milice civique, des Pays-Bas des époques médiévale et moderne, destinée à protéger la ville contre les attaques, par exemple, des bandes itinérantes de brigands ou des armées étrangères, et à agir en cas de révolte ou d'incendie. Les tâches essentielles de la schutterij étaient ainsi comparables à celles de l'ordre et des services d'urgence contemporains tels que la police, les pompiers et l'armée : garder et maintenir l'ordre, la paix et la sécurité des citoyens. Le nom schutterij vient probablement de schieten (tirer) plutôt que de beschutten (s'abriter).
Ces milices étaient regroupées selon leur district ou leur arme : arc, arbalète, lance ou fusil. Les membres d’une schutterij formaient une schuttersgilde, ce qui pourrait être grossièrement traduit par « guilde de tireurs ». C'est désormais un titre donné aux clubs de tir de cérémonie et à l'équipe olympique de carabine du pays.
En histoire de l'art, un schuttersstuk (pl. schuttersstukken) est un portrait de groupe de membres d'une milice, comme pour les fameux Cluveniers.

## Fonctionnement et activités

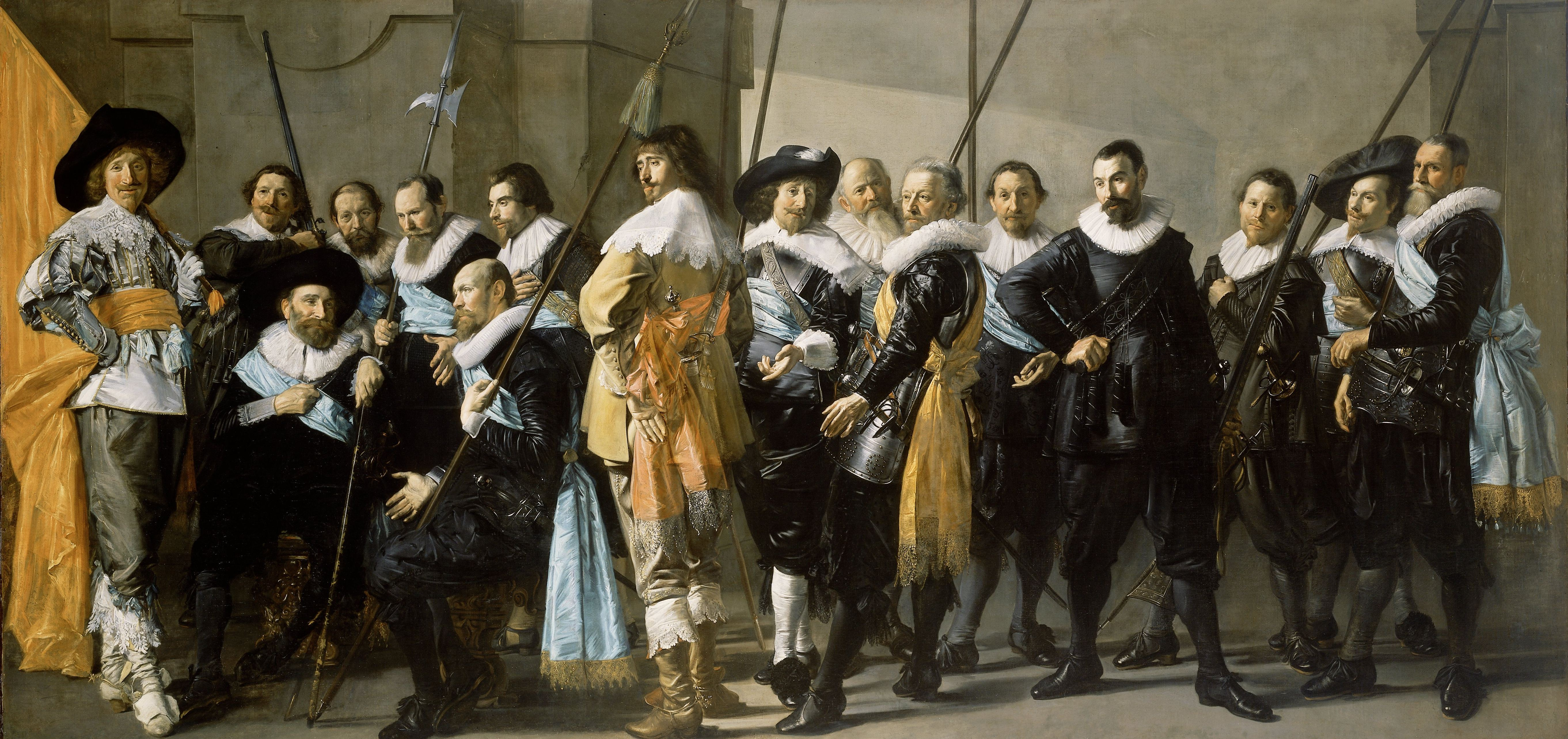
Frans Hals, La Compagnie du capitaine Reinier Reael et du lieutenant Cornelis Michielsz. Blaeuw, dite « La Maigre Compagnie », un schutterstuk pour l'une des guildes d'Amsterdam, 1633-37, Rijksmuseum Amsterdam.

### Composition
La schutterij, garde civique ou garde municipale, est un système de soutien militaire défensif pour l'autorité civique locale. Ses officiers sont de riches citoyens de la ville, nommés par les magistrats de celle-ci. Dans le nord des Pays-Bas, après le changement officiel de l'autorité civique après la Furie iconoclaste, qui, en fonction de la ville, s'est déroulée entre 1566 et 1580, les officiers doivent être membres de l'Église réformée néerlandaise. Son capitaine est généralement un riche habitant du quartier, et l'enseigne du groupe un jeune célibataire fortuné (souvent reconnaissable dans les portraits de groupe de Schutterijen à ses vêtements particulièrement raffinés et au drapeau qu'il porte). Le capitaine n'est pas toujours du quartier, si celui-ci ne peut pas fournir un candidat approprié ou fiable. La milice soutient les autorités locales, les officiers étant nommés par le conseil municipal. Rejoindre une schutterij en tant qu'officier pendant quelques années ou servir un mandat biennal est souvent un tremplin vers d'autres postes importants au sein du conseil municipal. Les membres doivent acheter leur propre équipement : cela implique l'achat d'une arme et d'un uniforme.
L'idéal est que, pour cent habitants, trois appartiennent à la schutterij. Les mennonites néerlandais en sont exclus  aux XVIe siècle, XVIIe et XVIIIe siècles et paient une double taxe en lieu et place du service. Les personnes au service de la ville (comme le ministre, le médecin, l'enseignant, le sacristain, les porteurs de bière et de tourbe), et les Juifs de la ville, n'ont pas besoin de servir. Les porteurs de bière et de tourbe doivent, pour leur part, être déployés en cas d'incendie par la guilde des pompiers pour faire fonctionner les pompes.

### Garde

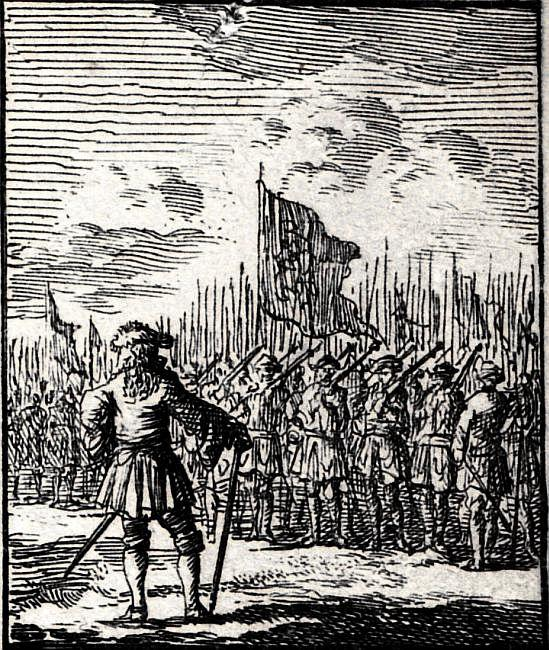
Romeyn de Hooghe, Schutterij de La Haye, vers 1700.

Les artilleurs sont de garde par rotation (par exemple une fois par mois), dirigés par un officier. Chaque nuit, deux hommes gardent leur quartier en deux équipes, de 10 h jusqu'à 2 h du matin, et à partir de 2 h du matin jusqu'à 6 h du matin, fermant et ouvrant les portes de la ville. Au début de leur quart de travail, les clés des portes sont récupérées auprès du bourgmestre responsable et rendues le matin. La supervision de la milice est généralement confiée au bourgmestre le plus jeune ou à celui qui l'a rejointe plus récemment et semble avoir été aussi une sorte de poste final. Il faudra attendre la fin du XVIIIe siècle pour qu'une sorte d'indemnité de licenciement soit instaurée afin d'en améliorer l'attractivité et la fréquentation. Ceux qui arrivent en retard ou se présentent « sous influence » doivent payer une amende de quelques sous.
À heure fixe chaque mois, les schutters défilent sous le commandement d'un officier.

### Fonction sociale
Ces « volontaires » locaux exercent également une autre profession. Les schutterijen ont aussi initialement un fort caractère religieux et la schutterij a souvent sa propre chapelle et son autel. Outre ses fonctions de sécurité, sa fonction sociale est également importante : le local permanent ou la salle de réunion de la schutterij locale est également utilisé par les membres pour discuter de toutes sortes de questions locales. Souvent, il existe aussi une sorte de « boîte aux pauvres » pour soutenir les membres nécessiteux et malades. Après la Révolte des Gueux, ce rôle social devient de plus en plus important.

### Autres tâches
En cas d'incendie ou de danger, le crieur de la tour, employé par la ville et de quart dans un édifice élevé (généralement un clocher d'église), doit avertir les schutters de service en faisant un appel sonore dans la direction du danger. Les tireurs se trouvent généralement dans la maison de garde où ils passant le temps avec divers jeux tels que jouer aux cartes et à discuter.

### Armes
Les schutters sont initialement regroupés selon l'arme qu'ils utilisent : l'arc long, l'arbalète ou le fusil, et plus tard selon leur quartier. Les grandes villes sont souvent protégées contre les menaces extérieures par des remparts sur lesquels sont positionnés des canons.Ces armes sont également utilisées par la schutterij.
Vers 1600, les canons ne peuvent tirer plus de deux ou trois fois toutes les dix minutes. S'ils sont rechargés trop rapidement, le canon est encore trop chaud par rapport au tir précédent et la poudre nouvellement chargée dans l'arme peut exploser prématurément. De nombreuses personnes sont nécessaires pour maintenir une batterie d'armes à feu opérationnelle. Le cœur de l'ensemble est formé par les équipages de canons. Ces artilleurs doivent être protégés en rase campagne contre les attaques des cavaliers et des fantassins qui sont précédés des piquiers avec leurs lances de 5,5 mètres. Chaque canon est monté sur un  affût. Les canons de siège ont de grandes roues qui les rendent faciles à déplacer. Ce type de canon a deux roues et une pelle dite de sol à l'arrière, pour contrer le recul lors du tir. La schutterij possède aussi parfois un rolpaard, un chariot de canon a quatre roues plus petites qui se trouve initialement principalement sur les navires. Le retour de cette arme est empêché en l'attachant simplement avec une grosse corde, par exemple à un arbre ou à des anneaux dans le mur de la ville. Plus tard, ce type d'arme est également utilisé sur les fortifications.
Leurs terrains d'entraînement, les doelen, se trouvent dans la quasi-totalité des cas à proximité de ces murs d'enceinte, de sorte que les éventuels dégâts occasionnés par des reculs lors du tir, entre autres, restent limités.

## Doelen(terrains d'entraînement)
Les schutters (traditionnellement des archers) ou cloveniers (mousquetaires) se rencontrent sur des terrains d'entraînement à la cible appelés doelen (cibles). Ces terrains se trouvent souvent sur des espaces ouverts dans la ville, près des remparts, et, lorsque le temps ne le permet pas, ils se retrouvent à l'intérieur d'une église. Les doelens sont généralement attenants à un grand bâtiment où les schutters se réunissent pour des exercices de gymnastique et tiennent leurs réunions. Les grands portraits de groupe sont accrochés dans ces grandes salles pendant des siècles, et de nombreuses peintures ont considérablement souffert des gymnastes enthousiastes au fil des ans. Ces endroits ne sont pas les seuls endroits où les schutters se rencontrent : les schutterijen gardent également des autels et des chapelles dans les églises locales, où elles se réunissent pour des raisons religieuses. La plupart des schutterijen ont comme saints patrons saint Sébastien, saint Antoine de Bavière, saint George (St. Joris en néerlandais), ou Adrien de Nicomédie (en néerlandais : St. Adriaen). Ces devoirs religieux constituent une part importante de l'appartenance à la schutterij ; les schutters paient leurs cotisations à l'église.
Après la Réforme protestante, tous les autels sont dissous dans les églises hollandaises réformées du nord des Pays-Bas, et les cotisations ne sont plus payées à l'église, mais à l'hôtel de ville. À Amsterdam, les schutterijen ne sont plus autorisées à établir des règles ou à dépenser de l'argent par elles-mêmes, mais à Haarlem, deux schutterijen conservent leurs règles d'origine (St. Adriaen et St. Joris), comme organiser des banquets et faire des collectes pour les membres malades ou les veuves. Bien qu'ils aient déménagé plusieurs fois, certaines des anciennes salles  de la Garde civile de Haarlem subsistent, où les schutters se rencontraient et où leurs peintures de groupe étaient accrochées ; ces peintures sont maintenant soigneusement conservées au musée Frans-Hals (à l'exception notable de la peinture La Garde Civique Saint-Adrien de Cornelis Engelsz. datée de 1612, qui se trouve au musée des Beaux-Arts de Strasbourg).

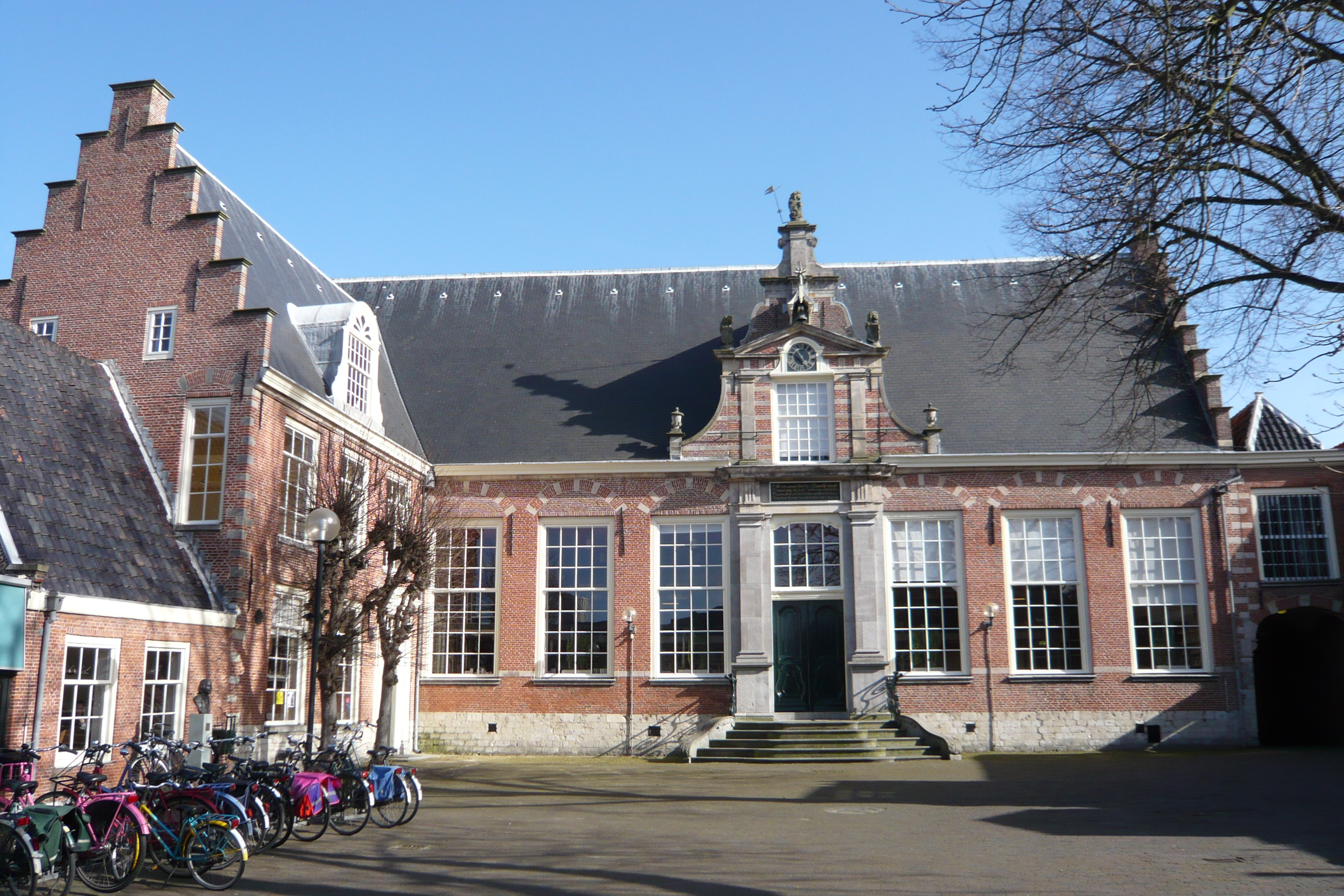
Salle de réunion des Cloveniers, aujourd'hui bibliothèque municipale d'Haarlem, avec une plaque commémorative au-dessus de la porte, placée 200 ans après le siège de Haarlem, durant lequel de nombreux Cloveniers sont morts en défendant la ville.
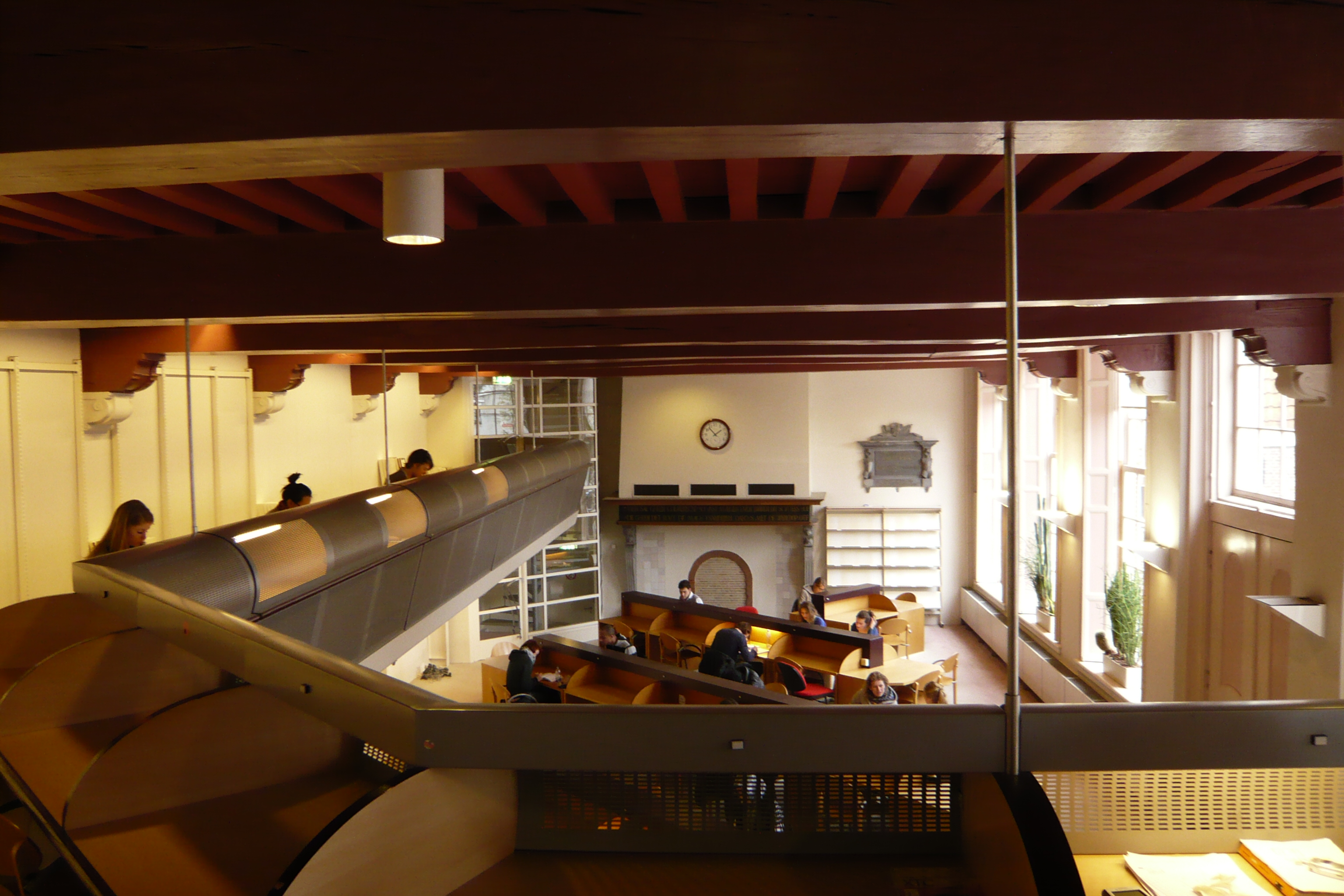
Pendant des siècles, une salle de réunion et une scène d'entraînement à la cible en salle. Au XXe siècle, une salle de sport pour le lycée local, et maintenant une salle d'étude.
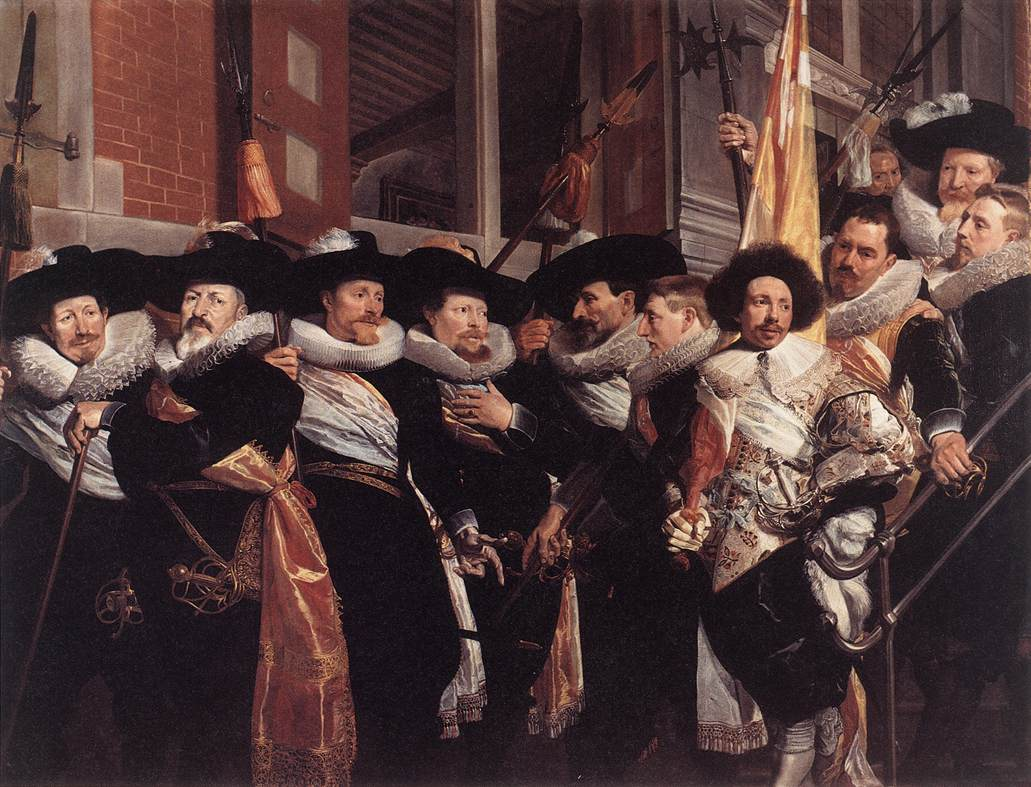
Hendrik Gerritsz Pot, Les Officiers de la milice St Adrien, 1630, sur ce qui est devenu les marches de la bibliothèque. Le plafond de la salle d'étude est visible par la fenêtre.

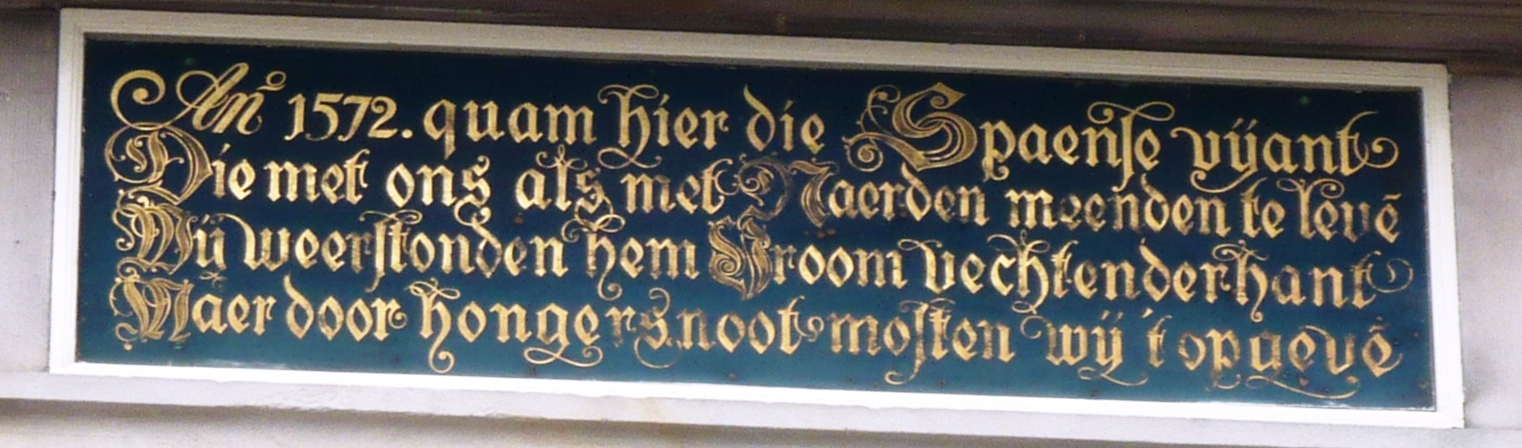
Plaque au-dessus de la porte de la bibliothèque de Haarlem : « En 1572, l'ennemi espagnol est venu ici pour nous traiter de la même manière que Naarden. Nous lui avons résisté, en nous battant avec bravoure, mais de faim nous avons dû abandonner. »

## Portraits de groupe

Rembrandt, La Ronde de nuit, Rijksmuseum.

Après 1581, il est officiellement interdit aux schutterijen d'influencer la politique de la ville, mais comme les régents au pouvoir sont tous membres de celles-ci, l'interdiction est peu respectée. Une fois par an, ils organisent un banquet, avec de la bière et un bœuf rôti. Chaque fois qu'un changement d'officier supérieur se produit, un peintre local est invité à peindre les membres ; la scène la plus populairement choisie pour ces portraits de groupe est la scène du banquet. Bien qu'ils soient parfois montrés à l'extérieur en service actif, les membres sont généralement représentés pour la postérité vêtus de leur tenue du dimanche, plutôt que de leur tenue de garde. Ces portraits de groupes de miliciens comprennent certains des plus grands portraits de l'Âge d'or de la peinture néerlandaise.
Les portraits de groupe sont populaires parmi grand nombre d'associations civiques qui constituent une partie notable de la vie néerlandaise, telles que les officiers du schutterij ou les gardes de la milice, les conseils d'administration et les régents des guildes et des fondations caritatives, etc. Surtout dans la première moitié du XVIe siècle, les portraits sont très formels et raides dans leur composition. Les premiers exemples les montrent en train de dîner, le regard dirigé vers le spectateur. Les groupes suivants montrent la plupart des personnages dans une composition plus dynamique. Une grande attention est accordée aux détails des vêtements et, le cas échéant, aux meubles et autres signes de la position de la personne dans la société. Plus tard dans le siècle, les groupes deviennent plus vivants et les couleurs plus vives. Le Syndic de la guilde des drapiers de Rembrandt présente un traitement subtil d'un groupe autour d'une table.
Une tradition de peinture de groupe commémorative similaire, le portrait de groupe des régents, existe également pour d'autres guildes et institutions néerlandaises, telles que les orphelinats, les hôpitaux et les hofjes. Dans le cas des schutterijen, une telle peinture est connue en néerlandais sous le nom de schuttersstuk (pl. schuttersstukken ). Une fois que les schutters sont convenus de la manière dont ils veulent être représentés ensemble dans la peinture, chaque membre paie et pose généralement séparément afin que chaque portrait individuel au sein du groupe soit aussi précis que possible et que les honoraires de l'artiste soient payés. La plupart des portraits de groupe de gardes de schutterijen sont commandés à Haarlem et à Amsterdam, et sont beaucoup plus flamboyants et détendus que d'autres types de portraits, et beaucoup plus grands. La célèbre Compagnie de milice du capitaine Frans Banning Cocq de Rembrandt, mieux connue sous le nom de La Ronde de nuit (1642), est une tentative ambitieuse et pas tout à fait réussie de montrer un groupe en action, partant pour une patrouille ou un défilé, et est aussi innovante en évitant le format très large typique de ces œuvres. La raison en est probablement que les banquets sont interdits aux schutterijen à Amsterdam depuis 1522.

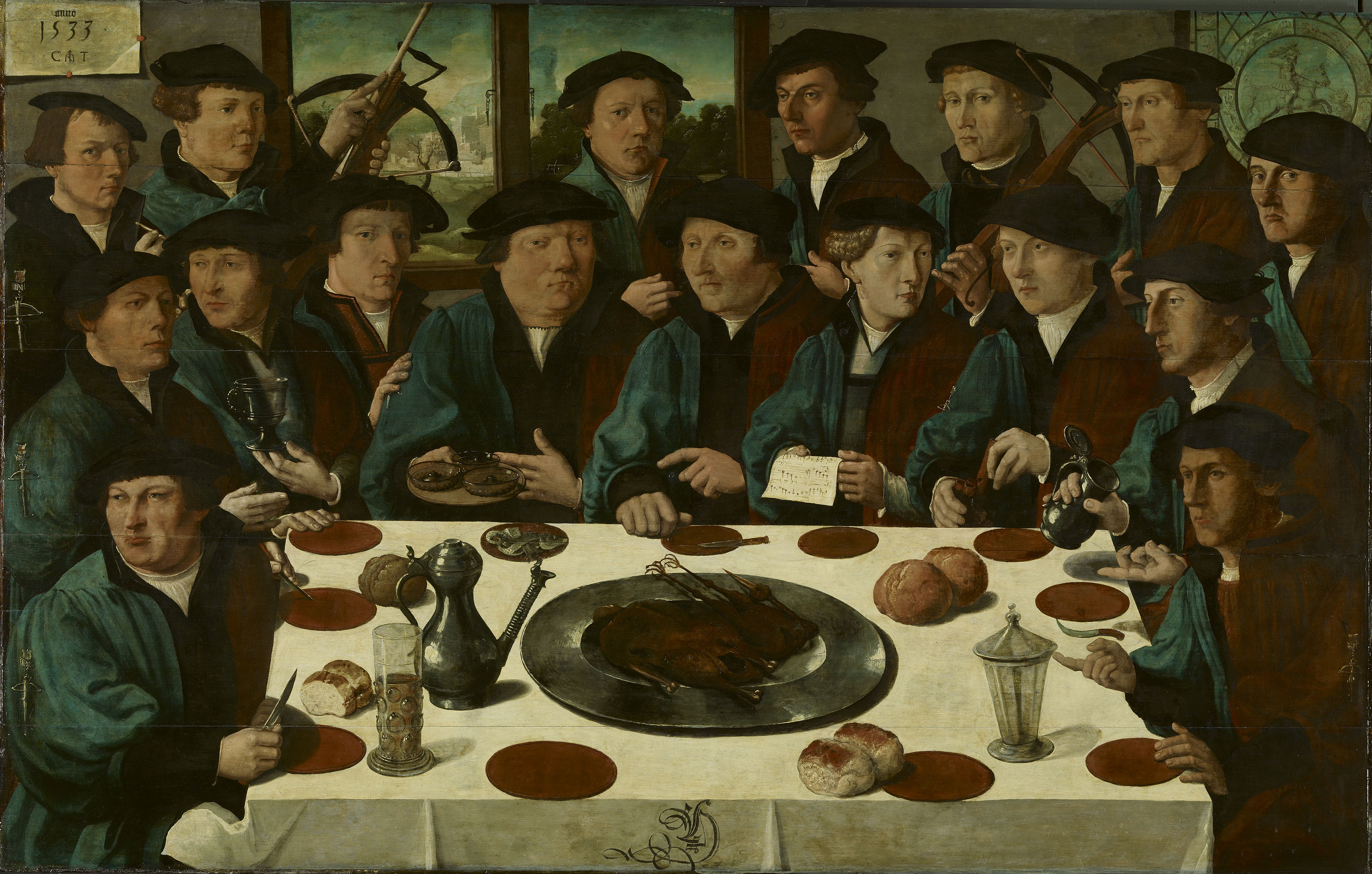
Cornelis Anthonisz, Repas des gardes de la milice d'Amsterdam, un exemple très précoce daté de 1533 avec une représentation rigide et peu subtile.

Chaque membre de la schutterij qui veut figurer dans le portrait de groupe paie le peintre en fonction de sa position dans le tableau. Le coût des portraits de groupe est généralement partagé par les sujets, souvent de manière inégale. Le montant payé peut déterminer la place de chaque personne dans la peinture, soit de la tête aux pieds en tenue d'apparat au premier plan, soit de face uniquement à l'arrière du groupe. Parfois, tous les membres du groupe paient une somme égale, ce qui peut provoquer des querelles lorsque certains membres obtiennent une place plus importante dans le tableau que d'autres. L'intention est que tout le monde, et en particulier ceux qui y ont le plus contribué, soient représentés sous leur meilleur jour, clairement visibles et reconnaissables. Les fusils sont généralement accrochées à un endroit bien en vue, par exemple, dans les doelen pour embellir la salle de banquet.
Selon la légende locale, la schutterij n'était pas satisfaite du résultat de La Ronde de nuit : au lieu d'un groupe d'hommes fiers et ordonnés, ils alléguaient que Rembrandt n'avait pas peint ce qu'il voyait. Ernst van de Wetering a déclaré en 2006 que La Ronde de nuit « … échoue dans un certain sens… Rembrandt voulait peindre le chaos de personnages marchant les uns à travers les autres, mais aussi viser une composition organisée. ».
Récupérer une commande pour un schuttersstuk est une tâche très concurrentielle, avec de jeunes portraitistes en compétition les uns avec les autres pour impressionner les membres du schutterij. Souvent, cela aide si le peintre devient membre de la schuttersgilde : Frans Hals, Hendrick Pot et Caesar van Everdingen sont tous membres de schuttersgildes et remportent de telles commandes. La commission elle-même constitue un revenu garanti pendant un an, mais souvent le peintre gagne des commissions supplémentaires pour réaliser le reste de la famille du modèle, ou en réalisant une copie séparée du portrait du modèle pour un usage privé. La partie délicate de l'obtention d'une commission de schuttersstuk est qu'on ne sait jamais quand un schuttersstuk sera commandé : cela ne se produit que lorsque l'un des principaux officiers meurt, prend sa retraite ou s'éloigne.
Bartholomeus van der Helst est un exemple de jeune peintre qui a réussi à lancer sa carrière de cette manière. Son autoportrait se trouve dans le tableau même qui est sa première commande de schutterstuk en 1639 et aboutit à un contrat lucratif avec la famille Bicker d'Amsterdam. La plupart de ces peintures se retrouvent en possession du conseil municipal d'Amsterdam, et beaucoup sont maintenant exposées au Musée d'Amsterdam ; il n'y a pas d'exemples significatifs en dehors des Pays-Bas.

Bartholomeus van der Helst, La compagnie de Roelof Bicker et du Lieutenant Jan Michaelsz Blauw, 1639.

## Diffusion
Lors de la formation des empires coloniaux des puissances commerciales européennes, des schutterijen sont également instaurées dans les nouvelles colonies. Leur tâche y est la même que dans la patrie européenne : assurer l'ordre, la paix et la sécurité. Dans les colonies américaines, des milices sont actives dans toutes les villes importantes. Dans la colonie néerlandaise du Suriname, par exemple, huit compagnies de fusiliers sont  formées en 1742.

## Déclin
La milice est fondée au Moyen Âge en tant que milice locale qui doit garantir l'ordre et la sécurité des citoyens. Au départ, ce système fonctionne comme on le souhaite, mais des failles apparaissent progressivement dues, entre autres, à un manque de discipline.

### Repli auXVIIIesiècleet sous le royaume de Hollande

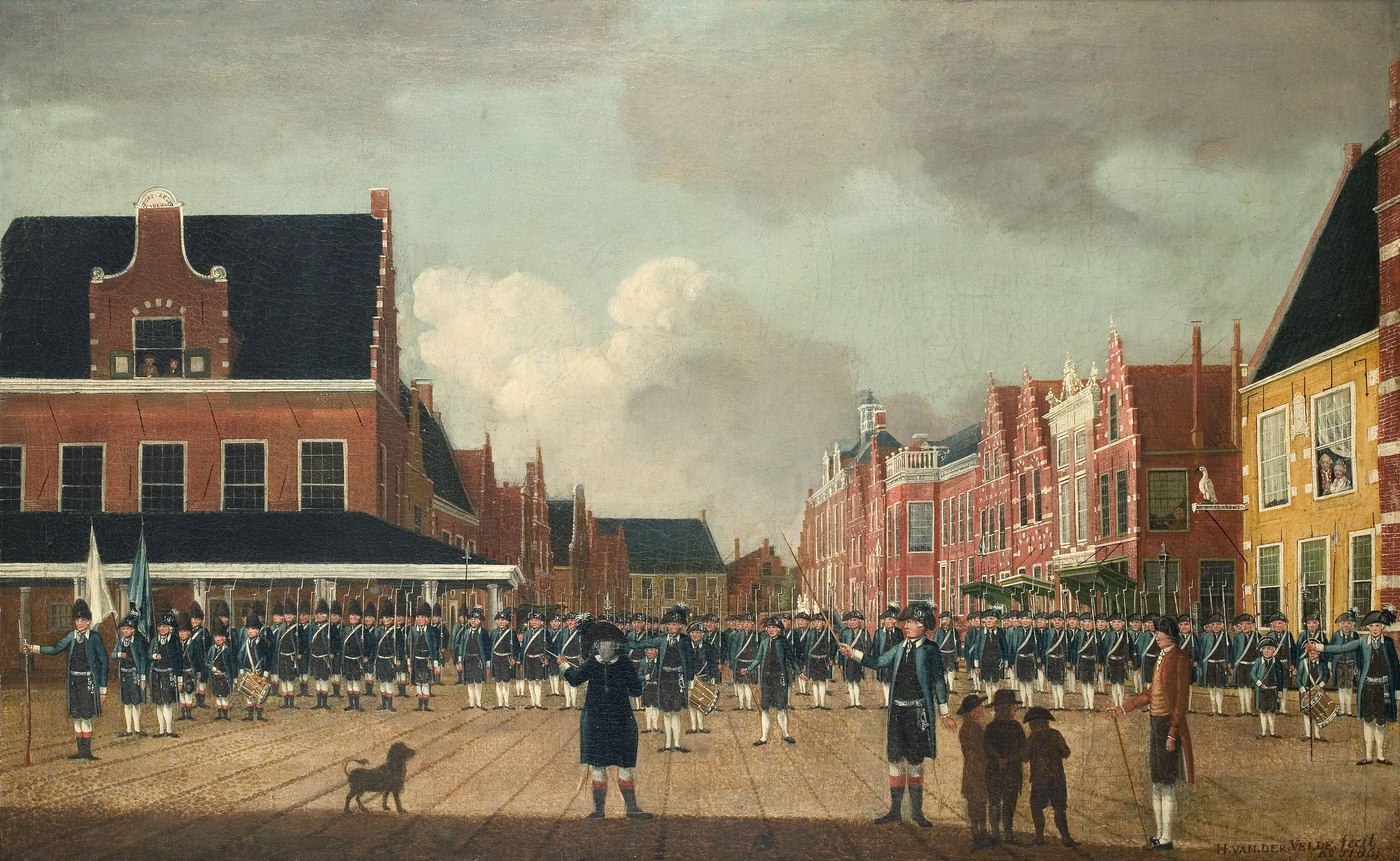
Hermanus van der Velde, L'Exercitiegenootschap de Sneek sur la Marktstraat, 1786, Fries Scheepvaart Museum, Sneek.

Dans la seconde moitié du XVIIIe siècle, la schutterij s'est endormie et est majoritairement pro-princière. Parfois, les schutters ne s'entraînent qu'une fois par an, ce qui, bien sûr, ne fait pas progresser la préparation et à la discipline. De plus, il est habituel de payer pour ne pas assurer la garde. Les critiques sur l'organisation sont nombreuses.
En 1748, les doelisten demandent au stathouder Guillaume IV d'Orange-Nassau d'autoriser la classe moyenne à nommer les officiers de la milice, mais Guillaume refuse, car dans certaines villes les bourgeois ne peuvent même pas être considérés comme candidats à ces fonctions. En 1755, il est proposé que les schutters, qui doivent prêter serment aux États généraux des Pays-Bas, déclarent également leur ralliement au stathouder héréditaire
Dans la seconde moitié du XVIIIe siècle, les schutterijen sont inactives, parfois ne s'exerçant qu'une fois par an ; les malades ou les riches achètent leur sortie du service. Elles ne conservent une certaine importance que pour les orangistes . Cela leur vaut de nombreuses critiques.
Les traductions des livres d'Andrew Fletcher de Saltoun et Richard Price sont devenues très populaires. La faction des Patriotes tente de donner un nouveau souffle aux schutterijen en 1783 ou de créer une alternative - dans de nombreuses villes, des Exercitiegenootschappen (sociétés d'exercice militaire), des vrijcorpsen (corps libres) ou des schutterijen volontaires voient le jour, où n'importe qui peut devenir membre, avec des officiers choisis démocratiquement. Les ministres et commerçants pratiquants sont ridiculisés par les orangistes, comme François Adriaan van der Kemp .
Pendant le royaume de Hollande, toutes les associations affiliées à l'Église, comme les confréries et les schutterijen, sont interdites et leurs biens confisqués. Le concordat de 1801 que Napoléon Ier conclut avec le pape Pie VII le 15 juillet et qui entre en vigueur le 8 avril 1802, rétablit le culte, signifiant aussi que les confréries et les schutterijen peuvent redevenir actives. Cependant, les tâches militaires et de maintien de l'ordre sont désormais entièrement transférées au niveau local à la « gendarmerie » mise en place par les Français et au niveau national à l'armée française. Les schutterijen historiques n'ont plus qu'une fonction sociale. Cela perdure après la période française.

### AuXIXesiècle

#### «Nouvelle»schutterij
En 1813, après le départ des Français, des schutterijen locales sont à nouveau créées pour reprendre la tâche originelle de la schutterij historique : maintenir l'ordre et la paix dans les villes où elles sont implantées. La schutterij historique continue également d'exister, mais n'a qu'une fonction sociale. De plus, la « nouvelle » schutterij peut servir à défendre la milice nationale contre les attaques étrangères. En cas d'urgence, la schutterij et la milice nationale peuvent être fusionnées dans la soi-disant landsturm.

#### Organisation
Le 20 décembre 1813, le Règlement de l'armement général, de la landsturm et de la milice terrestre entre en vigueur. L'organisation des schutterijen est confiée aux autorités municipales locales. L'élaboration est mise en place le 27 février 1815 avec la loi d'application de l'art. 125 et 126 de la constitution concernant l'institution de la garde civique,. Cette loi stipule que 3 % des hommes âgés de 18 à 50 ans doivent être armés, porté à 2% des hommes entre 25 et 34 ans le 11 avril 1827. Les schutterijen sont organisées municipalement, avec des schutterijen en service et au repos. Des schutterijen d'astreinte doivent être constituées dans les communes de plus de 2 500 habitants et organiser régulièrement des manœuvres et des exercices de tir. Celles-ci sont utilisées pendant la révolution belge, entre autres. Les petites villes ou municipalités peuvent se contenter de gardes civiques au repos. Cela signifie que les tireurs sont désignés, des registres d'enregistrement étant également établis pour eux, mais ils ne s'entraînent pas.

#### schutterijhistorique contre «nouvelle»schutterij
Les schutterijen nouvellement créées (qu'elles soient en service ou au repos) ne doivent pas être confondues avec les schutterijen historiques. Ces corporations conservent leurs tâches religieuses et sociales au niveau local, mais avaient déjà perdu leurs fonctions militaires pendant la période française. La schutterij du Suriname constitue une exception. Ces schutterijen historiques se développent progressivement au XIXe siècle pour devenir les schutterijen folkloriques d'aujourd'hui. La schutterij nouvellement créée est réglementée au niveau national par la loi (en tant que nouvelle unité de l'armée) et est donc complètement séparée des schutterijen historiques, qui ne sont actives que localement. La confusion survient souvent lorsque la milice historique n'est pas ou peu active et est appelée « milice à la retraite » ou « milice au repos ». Au XIXe siècle, les petites villes ou municipalités ont également une « milice au repos » par la loi, qui n'ont cependant rien à voir les unes avec les autres. La DD Stadsschutterij Maastricht, une association fondée en 1980 qui se considère comme une continuation de la « nouvelle » schutterij en service à partir du XIXe siècle, est une exception qui attise la confusion.

#### Disparition

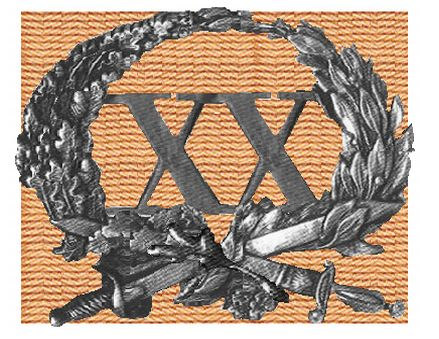
Insigne de service long (20 ans) comme officier de milice (1851-1866).

Cependant, après cinq cents ans, le système des schutterijen ne fonctionne plus de manière satisfaisante. Pendant la période française, des délibérations ont eu lieu pendant des années pour résoudre le problème. Finalement, sous Guillaume Ier (roi des Pays-Bas), une police beaucoup plus professionnelle est constituée, une continuation de la « gendarmerie » déjà installée par les occupants français. Les nouvelles schutterijen continuent à pratiquer et - tout comme le landsturm établis après l'abolition des schutterijen - sont considérées comme un soutien utile pour la défense des frontières du pays ; elles peuvent être utilisées lors des révoltes. Guillaume III (roi des Pays-Bas) ordonne en 1855 que les officiers des miliciens reçoivent une médaille pour service long et loyal après quinze ans de service. Cet insigne est de forme similaire à celui des officiers de l'armée, mais le ruban et le matériau diffèrent. Le 24 juin 1901 , la suppression des schutterijen est décidée, et doit être achevé d'ici quelques années ; la loi sur le Landwehr entre en vigueur. Par arrêté royal du 9 octobre 1907, les officiers des bataillons en service et des schutterijen au repos se voient accorder une décharge honorable, qui met pleinement en œuvre la Landweerwet de 1901.

## Reconstitutions

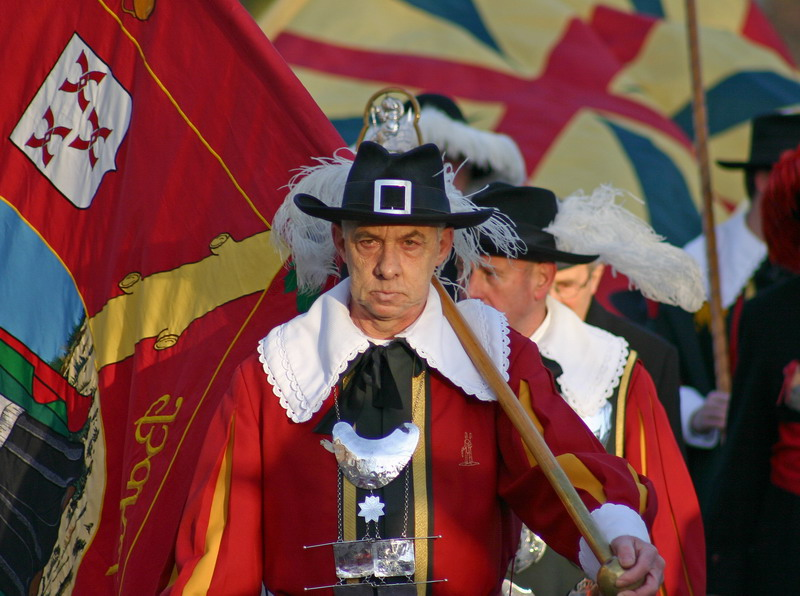
Figurant à Bakel (Brabant-Septentrional).

Aujourd'hui, les schutterijen folkloriques, qui ont pour la plupart se sont développées à partir des milices historiques, n'ont qu'une fonction sociale, religieuse, culturelle et touristique. Elles sont très actives dans le Limbourg belge et néerlandais, dans le Brabant-Septentrional, la Zélande, la Hollande-Méridionale et dans le sud et l' est de la Gueldre.
Aux Pays-Bas, de nombreuses reconstitutions historiques de schutterijen honorent les anciennes traditions ; dans les régions catholiques, de nombreuses municipalités en ont plusieurs. Par exemple, la schutterij de Mont-Sainte-Gertrude est composée de personnes qui se réunissent régulièrement pour s'habiller en costume traditionnel et montrer comment les canons étaient utilisés dans les forteresses. La plupart de ces schutterijen ont été fondées au cours de la première moitié du XXe siècle ; beaucoup d'entre elles sont des associations similaires aux Schützenbruderschafte allemandes.
Le Oud Limburgs Schuttersfeest (OLS) est un événement annuel au cours duquel plus de 160 schutterijen du Limbourg belge et néerlandais s'affrontent. Le gagnant organise l'événement l'année suivante et remporte le « De Um », le prix le plus élevé pour un schutter.
En novembre 2013, il a été annoncé que les schutterijen  brabançonnes seraient inscrites à l'inventaire national du patrimoine culturel immatériel néerlandais, suivies six mois plus tard, par les schutterijen du Oud Limburgs Schuttersfeest.